# Río Alto Ichilo
Río Alto Ichilo är ett vattendrag i Bolivia.   Det ligger i departementet Santa Cruz, i den centrala delen av landet, 200 km nordost om huvudstaden Sucre.
I omgivningarna runt Río Alto Ichilo växer i huvudsak städsegrön lövskog. Runt Río Alto Ichilo är det mycket glesbefolkat, med 5 invånare per kvadratkilometer.